# مگ کابوت
 مگ کابوت (انگلیسی: Meg Cabot؛ ۱ فوریهٔ ۱۹۶۷) یک نویسنده اهل ایالات متحده آمریکا است.